# Redelga de la Polvorosa
Redelga de la Polvorosa fue una localidad española, hoy día integrada en el municipio de Santa María de la Vega.

## Historia
Hacia comienzos del siglo XX, el lugar, por entonces referido como una localidad perteneciente al ayuntamiento de Morales del Rey, tenía contabilizada una población de 291 habitantes. Aparece descrito en La provincia de Zamora: guía geográfica, histórica y estadística de la misma (1905) de Felipe Olmedo y Rodríguez con las siguientes palabras:

REDELGA DE LA POLVOROSA.—Lugar agregado al Ayuntamiento de Morales de Rey, compuesto de 92 edificios y albergues y 291 habitantes. Recibe y expide la corresponedencia por peatón de Benavente. Recibe y expide la correspondencia por peatón de Benavente. Para la instrucción pública dispone de una escuela mixta dotada con 625 pesetas. Dista de su cabeza de distrito municipal tres kilómetros. Depende en lo eclesiástico de la Diócesis de Astorga. La agricultura y la ganadería son sus únicas industrias.
(Olmedo y Rodríguez, 1905, p. 390)

En 1925, se desgajó de Morales del Rey y, junto con Verdenosa de la Polvorosa, formó el municipio de Santa María de la Vega.